# Grom
Grom es el segundo álbum de la banda polaca de black/death metal Behemoth lanzado en 1996 por Pagan Records.

## Lista de canciones
El álbum cuenta con 8 temas y dura 44:51 minutos:
1. "Intro" – 1:35
2. "The Dark Forest (Cast Me Your Spell)" – 7:06
3. "Spellcraft and Heathendom" – 4:50
4. "Dragon's Lair (Cosmic Flames and Four Barbaric Seasons)" – 5:56
5. "Lasy Pomorza" – 6:26
6. "Rising Proudly Towards the Sky" – 6:53
7. "Thou Shalt Forever Win" – 6:37
8. "Grom" – 5:28

## Créditos
- Adam "Nergal" Darski - Guitarra y voces.
- Adam Muraszko "Baal" - Batería
- Leszek Dziegielewski "Les" - Bajo